# Cantare è d'amore
Cantare è d'amore è un album di Amedeo Minghi, pubblicato nel 1996.
Dall'album sono state estratte Cantare è d'amore, presentata al Festival di Sanremo 1996, È la pioggia che resterà, promossa nell'estate di quell'anno, e Un solo amore al mondo. Nei Paesi Bassi invece si è scelto di proporre al pubblico come singolo il brano Di canzone in canzone, accompagnato da un videoclip.
L'album vanta anche una sua trasposizione in lingua spagnola, effettuata dallo Ignacio Ballesteros che con le sue 250 000 copie vendute, si fa conoscere in sud America.
Testi di Pasquale Panella, musiche di Amedeo Minghi.

## Tracce
1. Cantare è d'amore
2. È la pioggia che resterà
3. Vissi così
4. La Santità d'Italia
5. In esilio andremo soli
6. Le cose d'amore così
7. Di canzone in canzone
8. Un solo amore al mondo

## Formazione
- Amedeo Minghi – voce, tastiera, pianoforte
- Derek Wilson – batteria, percussioni
- Mario Zannini Quirini – tastiera, pianoforte
- Alex Britti – chitarra acustica
- Luca Trolli – batteria, percussioni
- Pippo Matino – basso
- Rocco Zifarelli – chitarra acustica
- Antonio Giordano – programmazione
- Roberto Mezzetti – batteria, percussioni
- Maurizio Moricci – chitarra acustica

## Classifiche

### Classifiche settimanali
| Classifica (1996-1997) | Posizione massima |
| ---------------------- | ----------------- |
| Brasile                | 16                |
| Italia                 | 7                 |
| Paesi Bassi            | 81                |

### Classifiche di fine anno
| Classifica (1996) | Posizione |
| ----------------- | --------- |
| Italia            | 51        |